# Església de Sant Quirze Safaja
|  | Aquest article tracta sobre l'església parroquial del poble de Sant Quirze Safaja. Si cerqueu l'antiga església parroquial al municipi, vegeu «Sant Pere de Bertí». |

Sant Quirze i Santa Julita és l'església parroquial romànica del poble de Sant Quirze Safaja (Moianès) inclosa en l'Inventari del Patrimoni Arquitectònic de Catalunya. És al punt més elevat del poble de Sant Quirze Safaja, al capdamunt del carrer Major. Tot i que només se celebra missa habitualment a les esglésies parroquial i de la Mare de Déu del Carme del Badó -i més esporàdicament a Sant Pere de Bertí-, de Sant Quirze Safaja depenen eclesiàsticament les onze capelles que hi ha al terme municipal, a més de la parroquial. Algunes d'elles estan abandonades i fins i tot en ruïnes.

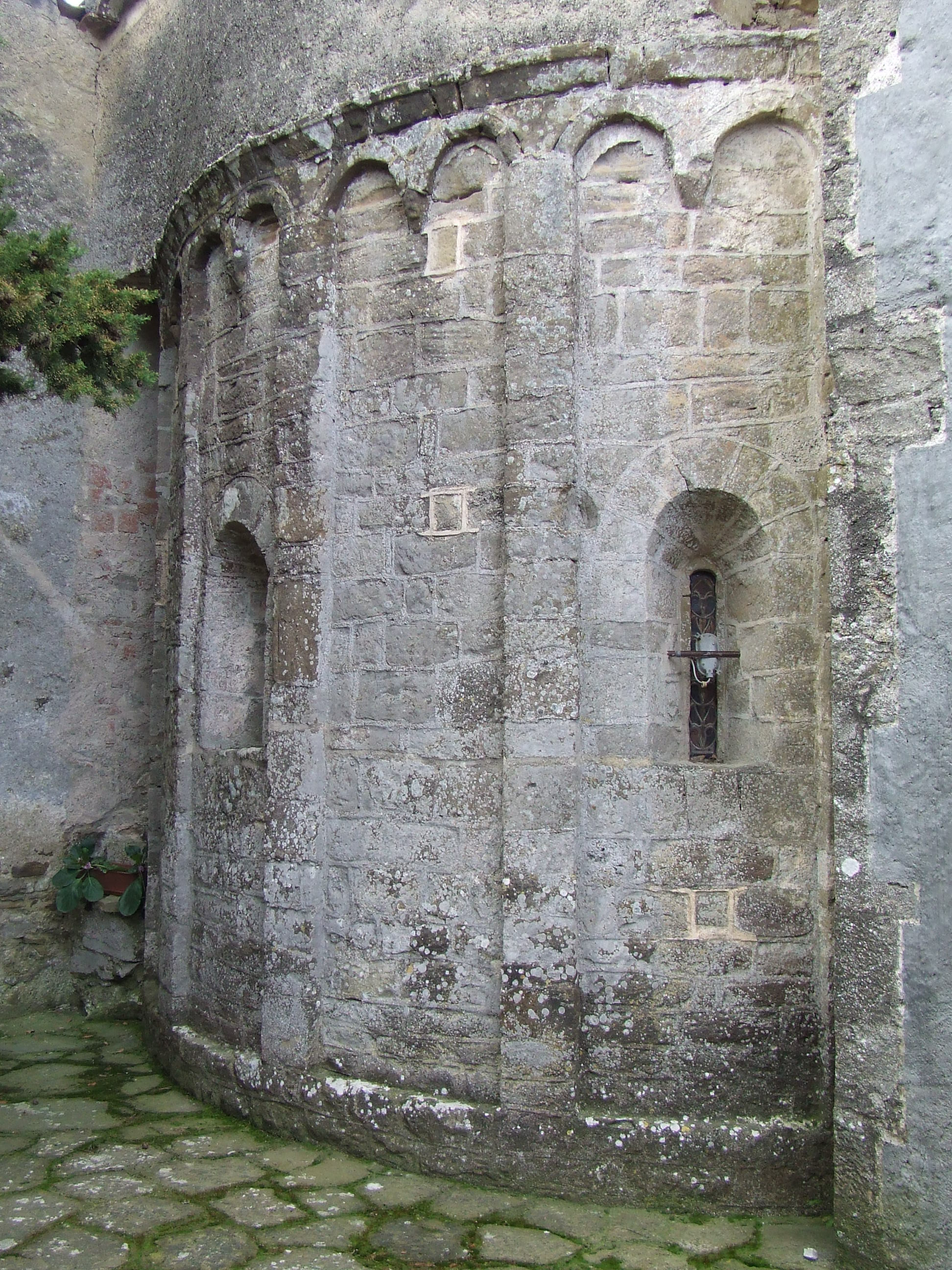
Absis romànic de l'església

És un edifici de nau única i capelles laterals cobertes amb volta de creueria. Conserva l'absis primitiu romànic, amb decoració llombarda: arcuacions dobles entre lesenes. A la banda nord-est es troba el campanar de base quadrada, que pren forma vuitavada i està coronat per una balustrada. La portada es troba dins un pati, amb la rectoria. El portal està flanquejat per dues pilastres i coronat per un arquitrau amb tríglifs i mètopes i un frontó triangular.
L'església està documentada a partir del segle xii, però conserva l'absis romànic que podria ser una mica anterior, del segle xi. Entre els anys 1610-1649 l'edifici es va ampliar, es varen construir les capelles i es va renovar la nau. El campanar es va construir ens anys 1670-1677.

## Capelles de la parròquia de Sant Quirze Safaja
- La Mare de Déu del Carme del Badó
- La Mare de Déu del Roser de Can Barnils
- Sant Pere de Bertí (antiga parròquia)
- El Sant Crist del Càmping l'Illa
- El Sant Crist del Clascar
- La Mare de Déu del Roser del Maset
- La Mare de Déu del Carme de Poses
- La Mare de Déu del Roser de Puigdolena
- La Mare de Déu del Roser de la Rovireta
- La Mare de Déu de la Divina Providència del Serrà
- Sant Antoni de Pàdua de les Torres